# Serica oliver
Serica oliver är en skalbaggsart som beskrevs av Saylor 1939. Serica oliver ingår i släktet Serica och familjen Melolonthidae. Inga underarter finns listade i Catalogue of Life.